# Ricky Wilde (Musiker)

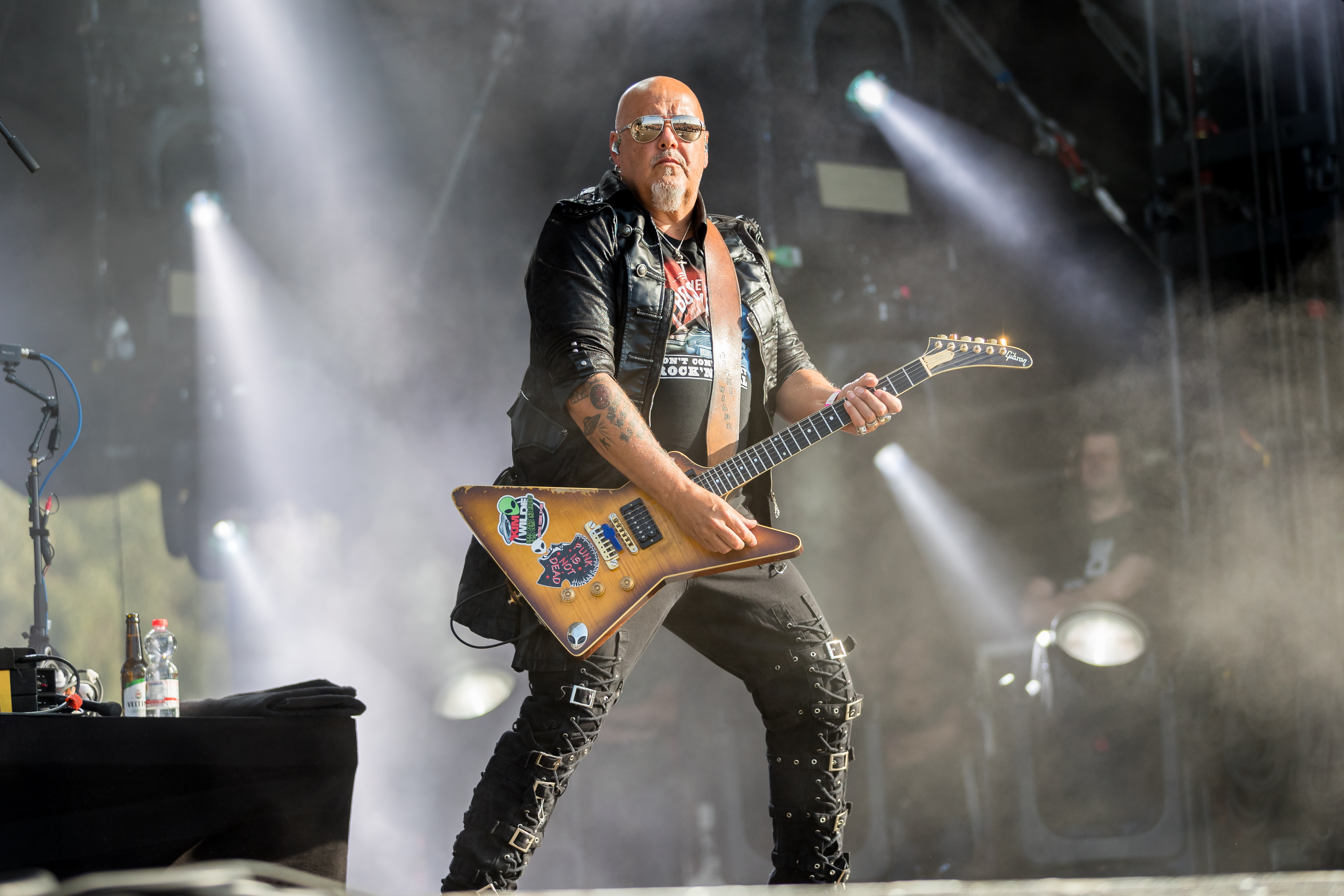
Ricky Wilde, 2019

Ricky Wilde (eigtl. Richard James Reginald Steven Smith, * 6. November 1961, manchmal als Ricki Wilde bezeichnet) ist ein britischer Songwriter, Musiker und Musikproduzent. Er ist der jüngere Bruder der Sängerin Kim Wilde.

## Werdegang
Ricky und Kim Wilde sind sogenannte „irische Zwillinge“, die im Abstand von etwas weniger als einem Jahr geboren wurden. Ihr Vater ist der Sänger und Schauspieler Marty Wilde. Im Alter von elf Jahren wurde Ricky Wilde vom Plattenproduzenten Jonathan King bei seinem Label UK Records unter Vertrag genommen und veröffentlichte im November 1972 seine erste Single mit dem Titel I Am an Astronaut. Der Song wurde später nicht nur von Snow Patrol für das Kompilationsalbum Colors Are Brighter für Save the Children gecovert, sondern 1985 auch von Linus Wahlgren und 2006 von Benjamin Ingrosso, beide auf Schwedisch.
Jonathan King wurde Wildes Mentor, hatte großes Vertrauen in ihn und machte ihn 1973 zum Kinderstar. Das Kindermagazin Look-in zeigte Wilde und Donny Osmond im Juni 1973 auf dem Cover mit der Überschrift „Ist Ricky Wilde der neue Donny?“ Es folgten die Singles Do It Again, a Little Bit Slower, I Wanna Go to a Disco und Teen Wave. Allerdings waren die Singles in Großbritannien nicht besonders erfolgreich, obwohl er zu dieser Zeit in Jugendmagazinen zu sehen war und mit seinem Vater und zusammen mit dem elfjährigen Pop-Rivalen Darren Burn im Juli 1973 in dem von BBC Television gedrehten Man Alive-Dokumentarfilm Twinkle Twinkle Little Star auftrat.
Im Jahr 1980 kam es zur Entdeckung seiner Schwester Kim als Solokünstlerin. Ricky Wilde wurde zum Produzenten und Co-Autor – etwa von Hits wie Kids in America, Cambodia oder The Second Time –, anfangs gemeinsam mit seinem Vater Marty. Nach eigenen Angaben war er froh, von diesem Moment an mehr im Hintergrund zu sein. Nachdem Kim Wilde ihre Karriere in der Popmusik zwischen 1995 und 2006 unterbrochen hatte, arbeitete Ricky Wilde weiterhin in der Musikindustrie. 2005 gründete er die Band Sonic Hub und das Plattenlabel Sonic Hub Records mit. Er war Co-Regisseur des 2010 veröffentlichten Films Shoot The DJ.

## Privatleben
Mit seiner Frau hat Ricky Wilde zwei Söhne und eine Tochter namens Scarlett. Sie tritt neben ihrem Vater Ricky in der Band ihrer Tante Kim Wilde live auf.